# Барсуки (деревня, городской округ город Тула)
Барсуки́ — деревня в Тульской области России. 
В рамках организации местного самоуправления входит в городской округ город Тула, в рамках административно-территориального устройства — в Хрущёвский сельский округ Ленинского района Тульской области.

## География
Расположен к северо-западу от областного центра, города Тула. Находится на правом берегу реки Упы, между посёлком Барсуки к северу и селом Хрущево к юго-востоку.
Находится непосредственно на пересечении районной трассы Тула — Ленинский (районный центр) и федеральной трассы Москва — Симферополь (М2), в пригороде Тулы. Название связано с некогда большим количеством барсуков в ранее окружавших деревню лесах. В 1970-х годах на северной окраине деревни была произведена варварская вырубка лесов для размещения пригородных дач, что фактически уничтожило популяцию барсуков. Помимо центральной части деревни, имеется два выраженных микрорайона — Большак и Выселки. Большак — находящаяся на крутом холме часть деревни, примыкающая к дачам. Выселки — часть деревни, отделенная от её центральной части трассой Москва — Симферополь (М2). По направлению к районному центру — посёлку Ленинский — расположен посёлок Барсуки.
Центральной улицей деревни является улица Октябрьская, идущая вдоль трассы Тула — Ленинский.
Природа в окрестностях деревни отличается разнообразием, несмотря на зачастую варварское вмешательство человека:
- к югу и западу от деревни протекает река Упа, впадающая затем в Оку
- к северу в массиве загородных дач расположено карьерное озеро, являющееся излюбленным местом отдыха местных жителей и горожан
- на востоке деревню окружают сельскохозяйственные угодья совхоза Приупский.

## Население
| 2002 | 2010  |
| ---- | ----- |
| 1108 | →1108 |

## История
До 1990-х гг. деревня входила в Хрущевский сельский совет Ленинского района Тульской области, с 1997 года — в Хрущёвский сельский округ. 
В рамках организации местного самоуправления с 2006 до 2014 гг. деревня включалась в Хрущёвское сельское поселение Ленинского района. С 2015 года входит в Зареченский территориальный округ в составе городского округа город Тула. 